# Pavia Petersen (Politiker)
Pavia Ole Daniel Thor Petersen (* 21. April 1876 in Paamiut; † nach 1922) war ein grönländischer Landesrat.

## Leben
Pavia Petersen war der Sohn des Katecheten Lars Apollus David Anders Petersen (1845–1921) und seiner Frau Lucia Christence Lydia Sabine (1848–1934). Er war der ältere Bruder des Komponisten und Dichters Jonathan Petersen (1881–1961) und damit der Onkel seines Namensvetters, dem Schriftsteller Pavia Petersen (1904–1943).
Pavia Petersen lebte als Jäger. Von 1917 bis 1922 saß er eine Legislaturperiode im südgrönländischen Landesrat.